# Sailing to Philadelphia
Sailing to Philadelphia – album nagrany w 2000 roku przez Marka Knopflera. W edycji amerykańskiej albumu zamiast „One More Matinee” zamieszczono utwór „Do America”. Zmieniona została również kolejność niektórych piosenek.

## Lista utworów
1. „What It Is”
2. „Sailing to Philadelphia”
3. „Who's your Baby Now”
4. „Baloney Again”
5. „The Last Laugh”
6. „Silvertown Blues”
7. „El Macho”
8. „Prairie Wedding”
9. „Wanderlust”
10. „Speedway at Nazareth”
11. „Junkie Doll”
12. „Sands of Nevada”
13. „One More Matinee"

## Twórcy
- Mark Knopfler – gitara i śpiew
- Richard Bennett – gitara
- Jim Cox – organy elektryczne i fortepian
- Guy Fletcher – instrumenty klawiszowe
- Glenn Worf – gitara basowa
- Chad Cromwell – instrumenty perkusyjne